# Letnie Mistrzostwa Bułgarii w Skokach Narciarskich 2012
Letnie Mistrzostwa Bułgarii w Skokach Narciarskich 2012 – zawody, które wyłoniły najlepszych skoczków narciarskich w Bułgarii w roku 2012 w kategoriach juniorów i seniorów. Konkurs przeprowadzono 22 września 2012 roku na skoczniach wchodzących w skład kompleksu Gorenja Sava w słoweńskim Kranju.
Zawodnicy rywalizowali w dwóch kategoriach juniorskich i jednej seniorskiej. Seniorzy startowali na skoczni K–50, starsi juniorzy rywalizowali na skoczni K–40, a młodsi na K–20. Zgodnie z przepisami każdy z trzech bułgarskich klubów, w których wówczas uprawiano skoki narciarskie (SK Samokow, SK Witosza i SK Riłski ski skaczacz) mógł zgłosić do udziału w zawodach maksymalnie po 4 zawodników.
W rywalizacji starszej grupy juniorów jej zwycięzca – Krasimir Simitczijski skokiem na odległość 50 metrów ustanowił rekord skoczni K–40.

## Medaliści
| Kategoria wiekowa           | Skocznia | Złoto                 | Srebro            | Brąz             |
| --------------------------- | -------- | --------------------- | ----------------- | ---------------- |
| Seniorzy                    | K–50     | Ewelin Mitew          | Błagowest Rakitow | Bojczo Dżorgow   |
| Juniorzy I (starsza grupa)  | K–40     | Krasimir Simitczijski | Wiktor Christow   | Kałojan Christow |
| Juniorzy II (młodsza grupa) | K–20     | Todor Nedjałkow       | Iwan Sławkow      | [ a ]            |